# Illuminations (Alice Coltrane e Carlos Santana)
Illuminations è un album di Carlos Santana e Alice Coltrane del 1974.

## Composizione
All'album hanno partecipato musicisti jazz come Jules Broussard, Jack DeJohnette e Dave Holland ed è possibile ascoltare nuovi strumenti, quali il contrabasso, il flauto e il sax. Alice Coltrane esegue alcuni glissando d'arpa, mentre l'orchestra d'archi aggiunge un sereno stato d'animo alla musica. Carlos Santana (Il cui nome indiano "Devadip" appare sulla copertina) utilizza molto i feedback e suona per lo più note semplici e lunghe, lasciando molto spazio agli altri strumenti. L'album ha un tono principalmente jazz strumentale, con lunghi assoli di chitarra, tastiere e sax. L'album si caratterizza per la spiccata spiritualità in quanto Coltrane e Santana erano entrambi seguaci del guru Sri Chinmoy.
L'introduzione di "Angel of Air", con i suoi archi, è stata premiata dalla Cinematic Orchestra.

## Accoglienza
| Recensione              | Giudizio |
| ----------------------- | -------- |
| AllMusic                | [ 2 ]    |
| Robert Christgau        | C-       |
| Progarchives            | [ 4 ]    |
| Dizionario del Pop-Rock | [ 5 ]    |
| 24.000 dischi           | [ 6 ]    |

L'album ha ricevuto giudizi misti e non sembra aver convinto critici e specialisti musicali. Secondo David Toop, «i risultati, pur godibili a tratti, erano più vicini al kitsch che alla spiritualità profonda.»

## Tracce

### LP
Lato A
1. Guru Sri Chinmoy Aphorism – 1:10 (Guru Sri Chinmoy)
2. Angel of Air – 3:37 (Devadip Carlos Santana)
3. Angel of Water – 6:18 (Turiya Alice Coltrane)
4. Bliss: The Eternal Now – 5:32 (Turiya Alice Coltrane)

Lato B
1. Angel of Sunlight – 14:43 (Devadip Carlos Santana, Tom Coster)
2. Illuminations – 4:20 (Devadip Carlos Santana, Tom Coster)

## Musicisti
Guru Sri Chinmoy Aphorism / Angel of Air
- Turiya Alice Coltrane - arpa
- Devadip Carlos Santana - chitarra solista, chitarra ritmica, wind chimes
- Tom Coster - pianoforte elettrico
- David Holland - basso acustico
- Jack DeJohnette - cymbals (percussioni)
- Jules Broussard - flauto
- sezione strumenti ad arco

Angel of Mater
- Turiya Alice Coltrane - arpa
- Devadip Carlos Santana - chitarra
- Tom Coster - pianoforte elettrico
- Jules Broussard - sassofono soprano
- David Holland - basso acustico
- sezione strumenti ad arco

Bliss: The Eternal Now
- Turiya Alice Coltrane - piano acustico, arpa
- Devadip Carlos Santana - chitarra
- sezione strumenti ad arco

Angel of Sunlight
- Turiya Alice Coltrane - organo wurlitzer
- Devadip Carlos Santana - chitarra, finger e hand cymbals
- Tom Coster - organo hammond, finger e hand cymbals
- Jules Broussard - sassofono soprano
- Prabuddha Phil Browne - tamboura
- David Holland - basso acustico
- Jack DeJonnette - batteria
- Armando Peraza - congas
- Phil Ford - tabla

Illuminations
- Turiya Alice Coltrane - arpa
- Devadip Carlos Santana - chitarra
- Tom Coster - pianoforte acustico
- sezione strumenti ad arco

Musicisti sezione strumenti ad arco
- Murray Adler - concertmaster
- Ron Folsom - violino
- Bill Henderson - violino
- Nathan Kaproff - violino
- Gordon Marron - violino
- Paul Shure - violino
- Charles Veal - violino
- Anne Goodman - violoncello
- Glenn Grab - violoncello
- Jackie Lustgarten - violoncello
- Fred Seykora - violoncello
- Marilyn Baker - viola
- Myer Bello - viola
- Rollice Dale - viola
- Alan Harshman - viola
- Myra Kestenbaum - viola
- David Schwartz - viola
- James Bond - contrabbasso

Note aggiuntive
- Turiya Alice Coltrane, Devadip Carlos Santana e Tom Coster - produttori
- Glen Kolotkin e George Engfer - ingegneri delle registrazioni
- Retina Circus - copertina album originale
- Michael Wood - art direction e illustrazione copertina album
- Cynthia Shyrers - design copertina album
- Steve Bruce - foto copertina album originale
- Herb Green - foto interne copertina album originale[7]

## Classifica
Album
| Anno | Classifica             | Posizione raggiunta |
| ---- | ---------------------- | ------------------- |
| 1974 | Billboard 200          | 79                  |
| 1974 | Top R&B/Hip-Hop Albums | 33                  |